# オエニン
オエニン(Oenin)は、アントシアニンの一種で、マルビジンの3-グルコシドである。紫色のブドウの果皮やワインの中に含まれる。赤ワインの赤色色素である。
高pHでは、フラビリウムイオンとして自家凝縮し、またZ-カルコンと共色素となることで色が安定する。
オエニンは、ブドウのポリフェノールオキシダーゼ単独の下では酸化されないが、ポリフェノールオキシダーゼの粗抽出物とカフタル酸の共在下で分解され、アントシアニジン-カフタル酸付加物を生成する。